# Сатбаев
Сатбаев (на казахски: Сәтбаев, на руски: Сатпаев) е град в Централен Казахстан със статут на самостоятелен район в Улътауска област. Разположен е на около 20 км северозападно от областния център Жезказган.

## История
Възниква през 1954 г. като миньорско селище на около 7 км североизточно от мината Джезказган. През 1956 г. селището е наречено Николский и е обявено за „всесъюзна комсомолска ударна строителна площадка“. През 1973 г. с указ на Президиума на Върховния съвет на Казахската ССР  получава статут на град. На 13 септември 1990 г. Николский e преименуван на Сатбаев в чест на Канъш Сатбаев – един от основателите на съветската металогенеза, благодарение на когото са извършени огромни проучвателни дейности в района на миньорския град.

## Икономика
Икономиката на град Сатбаев се базира главно на рудодобив. Рудите, добивани в множество подземни и открити мини, се преработват в мед и други цветни метали в близкия град Жезказган.